# Массовое убийство в Сан-Бернардино
Массовое убийство в Сан-Бернарди́но (штат Калифорния) произошло 2 декабря 2015 года около 10:59 по местному времени в здании центра для людей с ограниченными возможностями.
Первоначально сообщалось, что число потерпевших составило до 35 человек, из которых по меньшей мере 14 убитых и 21 раненых. Позже власти заявили, что погибло 16 человек, включая двух нападавших, и ещё 22 гражданских лица и 2 сотрудника полиции получили ранения. Нападение произошло накануне Международного дня инвалидов, отмечаемого каждый год 3 декабря.
ФБР признало случившееся террористическим актом и ведёт расследование.
5 декабря ИГ в онлайн-обращении взяло на себя ответственность за нападение, заявив, что оно было террористическим актом.

## Ход событий
Первым о происшествии сообщило городское управление пожарной охраны, опубликовав в «Твиттере» сообщение о чрезвычайной ситуации в квартале 1300 на Ватерман-авеню. В сообщении говорилось, что полиция уже работает на месте происшествия. Территория, прилегающая к Ватерман-авеню и Парк-Серкл-Драйв, была закрыта для движения, водителей призывают избегать этого района.
В ранних сообщениях указывалось, что происшествие имело место в Inland Regional Center, некоммерческом объекте, обслуживающем людей с умственной отсталостью, расположенном в доме 1365 по Южной Ватерман-авеню.
Полиция, включая спецназ SWAT, окружила здание после эвакуации людей. Известно, что по крайней мере один стрелок имел при себе тактическое снаряжение в виде полуавтоматического оружия. ФБР и контртеррористическое подразделение полиции Лос-Анджелеса были поставлены в известность и пристально следили за развитием ситуации. Правоохранители искали чёрный внедорожник, который скрылся с места происшествия после стрельбы.

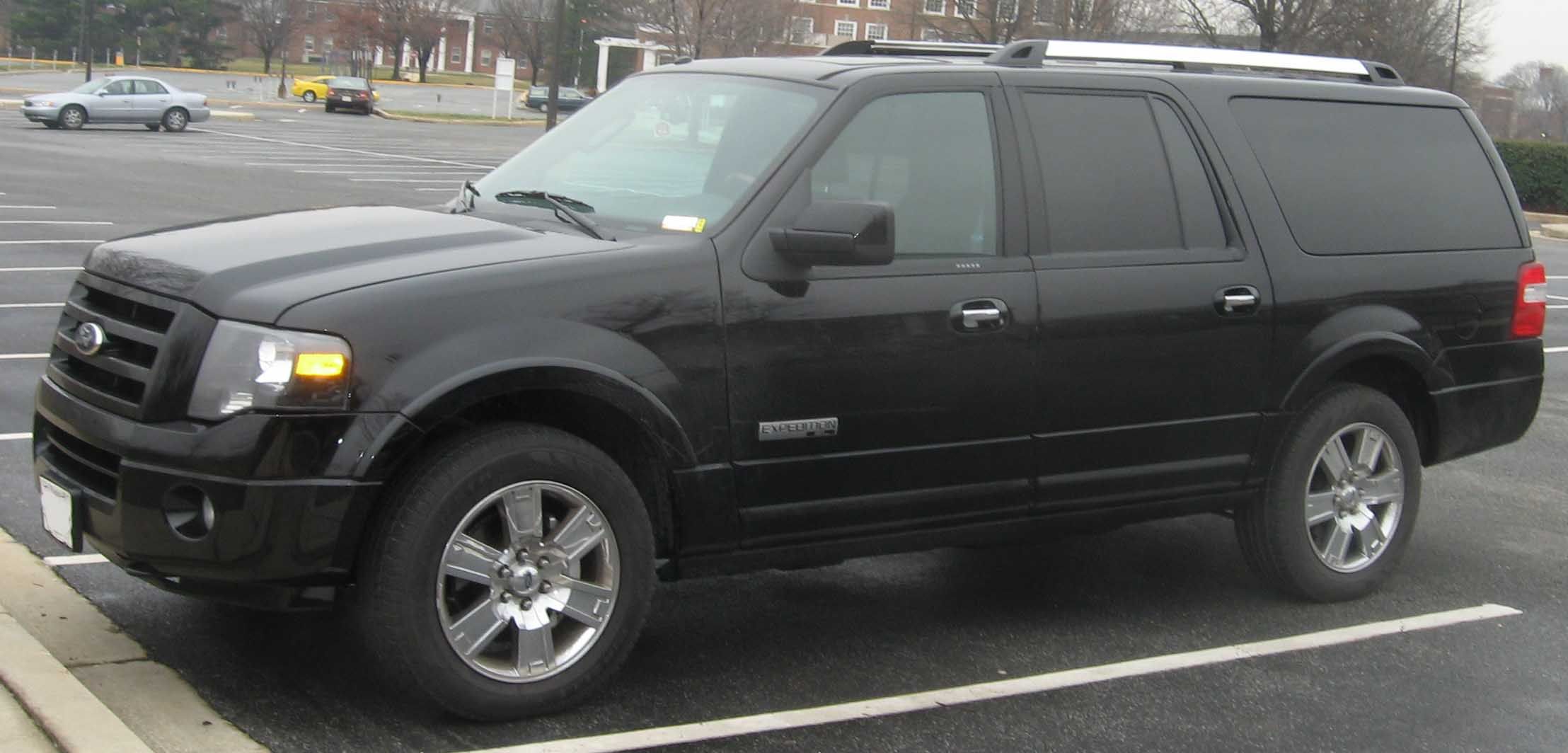
Чёрный Ford Expedition, подобный тому, на котором ехали подозреваемые

Полицейские по наводке вышли на след подозреваемых, который привёл их к дому в местечке Редлендс. Двое подозреваемых, находившихся в своем внедорожнике, были убиты в ходе перестрелки, в которой участвовало 20 полицейских. Они успели произвести 76 выстрелов по полицейским, те же в ответ выпустили 380 пуль. Двое сотрудников полиции получили лёгкие ранения.

## Жертвы
Пострадавших разместили в двух близлежащих медицинских центрах.

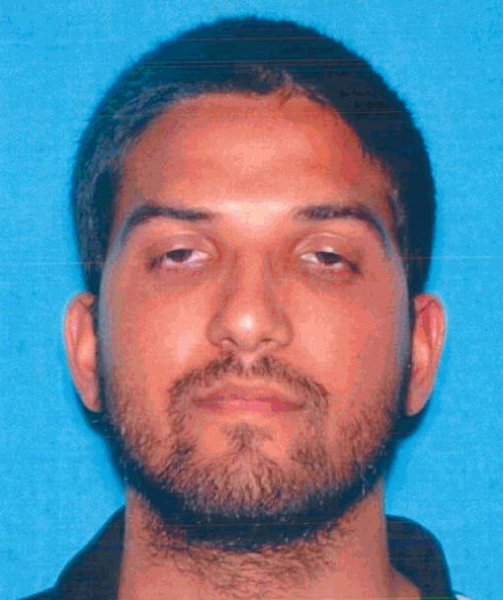
Сайед Ризван Фарук
фото с водительского удостоверения (2013)

## Нападавшие
Устроившей расстрел оказалась семейная пара пакистанского происхождения Сайед Ризван Фарук и Ташфин Малик.
28-летний Саид Фарук родился в США в пакистанской семье, имел двойное гражданство и работал в системе здравоохранения в качестве специалиста по проблемам экологии и здоровья. 27-летняя Ташфин Малик — гражданка Пакистана, въехавшая в США по «визе невесты» из Саудовской Аравии и получившая грин-карту; по некоторым данным, принесла в Facebook клятву на верность ИГ.
У пары осталась 6-месячная дочь. В день убийств Фарук и Малик оставили её у матери Фарука, сказав, что им нужно идти на прием к врачу. В доме пары был найден склад оружия, включая взрывчатку и оборудование для изготовления бомб, разные виды оружия и тысячи патронов.
В ходе расследования дела, дополнительно было установлено, что пара была замешана в готовящуюся брачную аферу. Брат Фарука, Рахил, и жена брата, гражданка России, Татьяна Фарук, готовили фиктивный брак, который дал бы сестре Татьяны, тоже гражданке России, Марии Черных, возможность переселиться в США. Также эти трое обвиняются в заговоре и лжесвидетельствовании. Рахилу и Татьяне грозит до 5 лет тюрьмы, а Марии до 25 лет.

## Расследование
Полиция идентифицировала супружескую пару Сайеда Ризвана Фарука и Ташфин Малик в качестве исполнителей убийства. Они осуществляли убийство с помощью двух приобретённых законным образом полуавтоматических винтовок 223-го калибра и двух полуавтоматических пистолетов 9-го калибра (оружие было незаконно модифицировано) и взрывного устройства. Стрелки не имели ранее судимости, и их имена не значились в террористических базах данных.
3 декабря 2015 года ФБР взяло на себя роль ведущего федерального правоохранительного ведомства по этому теракту. ФБР проводило глобальное расследование, и к 7 декабря было собрано около 400 интервью и 320 свидетельств. 5 января 2016 года ФБР приступило к расследованию того, что происходило в период с 12:59 по 1:17 вечера в день убийств, и обратилось за помощью к общественности.

### Мотив
Следствие установило, что виновники были вдохновлены террористами и террористическими организациями, но сами не имели к ним отношение. Террористы провели как минимум 1 год готовясь к теракту, и помимо подготовки ухаживали за своим ребёнком и 62-х летней матерью Фарука. Джеймс Коми, директор ФБР, сообщал, что террористы писали в интернете о том, что они явно совместно привержены джихаду и мученичеству.